# Jeřišno
Jeřišno település Csehországban, a Havlíčkův Brod-i járásban. Jeřišno Běstvina, Seč, Víska, Uhelná Příbram, Rušinov, Čečkovice, Klokočov és Borek településekkel határos. Lakosainak száma 274 fő (2024. január 1.).

## Népesség
A település lakosságának változását az alábbi diagram mutatja:
| Lakosok száma | 925  | 833  | 769  | 493  | 386  | 301  | 281  | 265  | 267  | 274  |
|               | 1869 | 1890 | 1921 | 1950 | 1980 | 2001 | 2017 | 2019 | 2022 | 2024 |